# Life Begins for Andy Panda
Life Begins for Andy Panda (em português: Andy Panda Entra numa Fria) é um desenho animado americano de 1939 criado por Walter Lantz, como o primeiro filme de Andy Panda.

## Contexto
O curta capitalizou o interesse público em torno do primeiro panda em cativeiro dos Estados Unidos, Su Lin, que havia sido doado ao Brookfield Zoo em Chicago três anos antes  e cuja chegada criou um desejo do consumidor por produtos relacionados ao panda. O filme foi o primeiro filme de Andy Panda, apresentando Andy quando bebê. Ao contrário da crença popular, não recebeu o nome do longa Life Begins para Andy Hardy, lançado dois anos depois. O desenho animado foi intitulado Life Begins for Andy Panda ("A vida começa para Andy Panda") após seu lançamento.
Papa Panda foi dublado por Mel Blanc, Mama Panda por Sara Berner e Andy Panda por Margaret Hill-Talbot. No quarto filme de Andy Panda, Knock Knock, o personagem mais famoso de Walter Lantz, Woody Woodpecker, foi apresentado pela primeira vez.

## Roteiro
A história começa com a Finchell Broadcasting Station contando a notícia de que a família panda teve seu primeiro bebê. Todos os animais da floresta correm para ver o novo bebê. Todos os animais estão animados para vê-lo e gritar para nomear o filhote. Mama Panda toma a decisão, de nomeá-lo Andy. A chegada de um gambá faz com que todos fujam. Seis meses depois, Papa Panda está conversando com Andy sobre apreciar a Mãe Natureza, até que Andy olha embaixo de uma árvore com seu estilingue e bate em um gambá. O gambá pisa no pé de Papa Panda. Depois que papai opina que a mãe natureza não tem onde morar, Andy começa a chorar.
Enquanto conversam, eles começam a deixar a floresta e entrar em uma área árida. Papa adverte Andy sobre os selvagens caçadores de pigmeus que vivem no deserto. Andy foge de seu pai para o terreno baldio e Papa corre atrás dele e cai em uma armadilha, presumivelmente feita pelos caçadores. Os caçadores localizam Andy e começam a persegui-lo. Finchell anuncia sua situação aos animais e eles se reúnem para formar uma missão de resgate. Whippletree, uma tartaruga, é o primeiro animal a tentar resgatar Andy, mas ele falha porque um caçador pega sua concha.
Mama Panda se junta à ação e luta contra alguns pigmeus. Um canguru coloca Andy na bolsa com sucesso, mas ele foi distraído por um pigmeu, enquanto outro deu um tapa na nádega do canguru com uma prancha. O gambá, que seis meses antes havia assustado os animais afugenta os pigmeus e os animais aplaudem e Andy é recompensado pelo pai. Andy deseja que os eventos sejam colocados em um noticiário e Papa, prestes a surra-lo, decide, em vez disso, aconchegar Andy. Quando o cartum termina, o Sr. Whipplree, a tartaruga, é visto perseguindo o pigmeu que pegou sua concha.

## Estilo
A animação usada neste filme quando os pigmeus estavam escalando a rocha foi usada novamente em Andy Panda Goes Fishing e novamente em 100 pigmeus e Andy Panda. O design dos pigmeus mudou de semelhante ao humano, com saias de grama amarelas e pele marrom clara para semelhante a macacos, tendo saias de grama laranja e pele mais escura em desenhos posteriores. O desenho animado não era visto na televisão norte-americana há vários anos devido a preocupações com o uso estereotipado inadequado de negros pelo filme de 1939 através da aparência do pigmeu, mas foi visto em países como o Brasil.